# Мельничук, Иван Иванович
Иван Иванович Мельничук (род. 8 февраля 1969, Коломыя, Ивано-Франковская область) — украинский политик. Народный депутат Украины VIII созыва. Депутат Литинского сельского совета (2006—2010). Депутат Винницкого областного совета V созыва (2010—2014). Председатель Литинской районной государственной администрации (июль 2014 — октябрь 2014).

## Биография
Родился 8 февраля 1969 в городе Коломыя Ивано-Франковской области, в семье служащих. Отец — Мельничук Иван Дмитриевич (1926−1986) — был начальником милиции города Коломыи. Мать — Мельничук Людмила Степановна (1929—2016) — работала старшим администратором в гостинице «Прикарпатье».
В 1986 году окончил Коломыйскую среднюю школу № 2.
1986—1990 гг. — учился в Пермском высшем военном командном училище МВД СССР.
1990—1998 гг. — проходил службу в войсках МВД РФ.
В 1998 году вернулся на Украину. С 1999 по 2006 год работал частным детективом. Стал первым официально зарегистрированным на Украине частным предпринимателем, который предоставлял услуги в сфере детективно-розыскной деятельности. В 2005 году начал свой сувенирный бизнес на автомобильных дорогах Львов — Кировоград — Знаменка. Сегодня это один из крупнейших на Украине рынков сувенирных товаров
В 2018 году с отличием окончил Одесский государственный университет внутренних дел, получив квалификацию «магистр права».

## Политическая карьера
С 2006-го по 2010-й годы — депутат Литинского сельского совета Винницкой области.
С 2010 по 2014-й — депутат Винницкого областного Совета. Член политической партии «Батькивщина».
В 2012 году Иван Мельничук баллотируется в Верховную раду Украины по одномандатному мажоритарному избирательному округу № 14 в Винницкой области. На официальном сайте ЦИК имя Ивана Мельничука появляется в списке победителей. Однако результаты выборов быстро изменили. По официальным данным, Иван Мельничук получил 2-е место с результатом в 33,24 % (34 701 «за») голосов избирателей, уступив 83 голоса самовыдвиженцу из Жмеринки — Виктору Жеребнюку. Тогда Иван Мельничук заявил о фальсификации результатов выборов в пользу «Партии регионов».
С 2012 года был помощником народного депутата Петра Порошенко.
С 2014 года — председатель Винницкой областной партийной организации «Солидарность» Петра Порошенко.
Июль 2014 — октябрь 2014 — председатель Литинской районной государственной администрации.
В 2014 году на внеочередных парламентских выборах Иван Мельничук во второй раз баллотируется в Верховную раду Украины по одномандатному мажоритарному избирательному округу № 14 от партии «Блока Петра Порошенко». Получает первое место, набрав 42,57 % голосов с отрывом от своего оппонента в 30 000 голосов.
Член Комитета по вопросам предотвращения и противодействия коррупции с 2014 года.
9 февраля 2017 года Мельничук устроил драку в сессионном зале парламента со своим коллегой по фракции Сергеем Лещенко . При рассмотрении новой редакции закона о Конституционном Суде. Лещенко порвали пиджак. При этом сам Лещенко ударил в лицо Мельничука. По словам Лещенко, депутата Мельничука оскорбил его пост в «Фейсбук», касающийся срыва работы антикоррупционного комитета.
1 ноября 2018 года были введены российские санкции против 322 граждан Украины, включая Ивана Мельничука.

## Награды
- Юбилейная медаль «25 лет независимости Украины» (2016)[7]

## Семья
Жена - Мельничук Валентина Васильевна (1981 г.р.), частный предприниматель; дочь - Тамара (1999 г.р.), частный предприниматель; сын - Иван (2007 г.р.), школьник.